# Нартан
Нарта́н (кабард.-черк. Нартанэ) — село в Чегемском районе Кабардино-Балкарской Республики. Административный центр муниципального образования «Сельское поселение Нартан». 

## География
Селение расположено в центральной части республики, на правом берегу реки Нальчик. Находится в 15 км к востоку от районного центра — Чегем. Южные окраины села слились с восточными районами города Нальчик.
Село тянется на 11 км к северо-востоку от Нальчика, между железнодорожной веткой Прохладная—Нальчик (с запада) и федеральной автотрассой «Кавказ» (М29) (с востока).
Площадь сельского поселения составляет — 42 км2. В составе сельского поселения выделяется — дорожный разъезд Нартан, расположенный в северо-западной оконечности села.
Граничит с землями населенных пунктов: Нальчик на юго-западе, Адиюх на северо-западе, Урвань на юго-востоке и Шитхала на северо-востоке.
Населённый пункт расположен в предгорной зоне республики. Рельеф местности представляет собой предгорные наклонные равнины. Средние высоты составляют 372 метра над уровнем моря. Село с трех сторон полукольцом окружена возвышенностями Лесистого хребта, вид на которую из села напоминает форму подковы.
Гидрографическая сеть представлена рекой Нальчик и подземными водами залегающими близко к поверхности земли. К северу от села имеются скопления выходящих на земную поверхность родников.
Климат умеренный влажный. Лето жаркое, со средними температурами июля около +22°С. Зима прохладная со средними температурами января -2,5°С. Основные ветры — восточные и северо-восточные. Среднее количество осадков в год составляет около 700 мм. Основное количество осадков выпадает весной и в начале лета.

## История
Точная дата основания села неизвестна.
Во время Кавказской войны, на территории современного села существовало пять аулов — Къылышбий хьэблэ (Клишбиево), Агъзагъ хьэблэ (Агзагово), Алъэсчыр хьэблэ (Атласкирово), Гъукӏэжь хьэблэ (Гукежево), и Хьэуд хьэблэ (Хаудово).
В 1865 году в ходе Земельной реформы Кабарды, все пять аулов объединены в одно поселение. Новому поселению было присвоено название Клишбиево, в честь вуорков (дворян) Клишбиевых владевших крупнейшим из пяти аулов. И по сей день село по традиции делится на верхнюю и нижнюю части.
В 1920 году, с окончательным установлением советской власти в Кабарде, решением ревкома Нальчикского округа Клишбиево, как и все другие кабардинские поселения было переименовано, из-за присутствия в их названиях княжеских и дворянских фамилий. В результате село получило новое название — Нартан, по названию лесистого хребта Нартана (кабард.-черк. Нартанэ), протянувшегося от села Аушигер до города Нальчик. Топоним в переводе с кабардинского языка — означает «мать нарта».
Во время Великой Отечественной войны село около трех месяцев было оккупировано немецкими войсками. В начале 1943 года в ходе Нальчикской операции, село одновременно с Нальчиком был освобожден от захватчиков. В память о погибших в селе установлены два памятника.
С 1924 по 1944 года село входило в состав Нальчикского района КБАССР.
С 1944 по 1962 года в составе Чегемского района.
С 1962 по 1965 года в составе Урванского района.
В 1965 году, с преобразованием муниципальных районов КБАССР, возвращен в состав Чегемского района
Ныне окраины юго-западной (верхней) части села фактически слились с восточными районами города Нальчик — Александровка и Дубки.

## Население
| 1979 | 2002    | 2010    | 2021    |
| ---- | ------- | ------- | ------- |
| 8805 | ↗12 325 | ↗12 813 | ↗16 075 |

Плотность — 382.74 чел./км2.
Национальный состав
По данным Всероссийской переписи населения 2002 года, 91 % населения села составляли кабардинцы.
По данным Всероссийской переписи 2021 года:
| Народ               | Численность, чел. | Доля от всего населения, % |
| ------------------- | ----------------- | -------------------------- |
| Кабардинцы          | 14 430            | 89,76 %                    |
| Турки               | 440               | 2,73 %                     |
| Русские             | 427               | 2,65 %                     |
| Черкесы             | 345               | 2,14 %                     |
| другие / не указано | 433               | 2,69 %                     |
| всего               | 16 075            | 100,0 %                    |

## Образование
- МКОУ Средняя общеобразовательная школа № 1 — ул. Ленина, 137
- МКОУ Средняя общеобразовательная школа № 2 — ул. Али Тухужева, 1
- Республиканский интернат для детей-сирот — ул. Ленина, 100
- Начальная школа—детский сад № 1
- Начальная школа—детский сад № 2

## Здравоохранение
- Участковая больница
- Поликлиника
- Стоматологический центр

## Культура
- Дом культуры
- Спортивно-оздоровительный комплекс
- Музей, посвященный жизни и творчеству Бекмурзы Пачева

Общественно-политические организации:
- Адыгэ Хасэ
- Совет старейшин
- Совет ветеранов Великой Отечественной войны и других военных конфликтов
- Совет ветеранов труда

## Ислам
На территории села действуют 5 мечетей:
- МРМО «Агзыгей» — ул. Ленина, 2.
- МРМО «Гукажей» — ул. Атажукина, 23.
- МРМО «Калашби» — ул. Ленина, 102.
- МРМО «Къесынхьэблэ» — ул. Ленина, 217.
- МРМО «Къэлэшбихьэблэ» — ул. Бергегово, 38 «а».

## Экономика
В связи с быстрым развитием индустриального сектора экономики в республике, значительное количество населения Нартана было занято на промышленных предприятиях города Нальчик. Этому способствовало исключительно выгодное расположение села в непосредственной близости от промышленного центра республики. В настоящее время большая часть населения села занята в бюджетных организациях и коммерческих структурах города Нальчика, а также в сфере частного среднего и малого бизнеса и предпринимательства.
Большую роль в экономике села также играет сельское хозяйство. Основные возделываемые культуры — кукуруза, пшеница, ячмень, рожь, подсолнуха. По обеим сторонам села, разбиты сады яблоней и груш. Также высоко развиты частное плодоовощеводство и скотоводство.

## Памятники
- Нартановские курганы (12 насыпей)
- Памятник основоположнику кабардинской литературы — Пачеву Бекмурзе
- Памятник воинам погибшим при освобождении села в 1943 году
- Памятник землякам погибшим в Великой Отечественной войне

## Известные уроженцы
- Пачев Бекмурза Машевич — кабардинский поэт-сказитель, один из основоположников современной кабардинской письменности и литературы. Писал сложенным им алфавитом на основе письменности аджам.
- Тухужев Али Матыкович — кабардинский советский актёр театра и кино, народный артист РСФСР.
- Клишбиев Сосланбек Касаевич — потомственный дворянин, один из последних представителей княжеского рода владетелей села. Глава Нальчикского округа в 1910—1917 годах.
- Наков Мустафа Петуевич — чемпион РСФСР по классической борьбе (1949), трёхкратный чемпион СССР.
- Хагажеев Джонсон Талович — Герой Социалистического Труда (1985), директор ряда предприятий цветной металлургии в СССР и России.
- Опрышко Олег Леонидович — историк-архивист, автор многих книг по истории Кабардино-Балкарии.